# Thomais z Lesbosu
Svatá Thomais z Lesbosu († 10. století, Konstantinopol) byla řecká křesťanka a divotvorkyně. Je uctívána jako patronka manželství.

## Život
Narodila se na počátku 10. století na ostrově Lesbos jako dcera zbožných a bohatých rodičů Michaela a Kali.
Ve 24 letech se na nátlak rodičů vdala za muže jménem Stefanos. Stefanos jí třináct let každý den bil. Thomais vše snášela s trpělivostí, láskou a chválou Boha. Podle její hagiografie byla Bohem obdařena darem konat zázraky a vyhánět démony. Starala se zvláště o prostitutky, které obracela na správnou cestu.
Thomais s manželem se později odstěhovali do Konstantinopole. Do tohoto města se přestěhovali i její rodiče. Po smrti jejího otce vstoupila její matka do monastýru Mikra Romaiou, kde se stala igumenií. Thomaisino trápení s manželem se každý den stupňovalo. Útěchou jí bylo navštěvovat bohoslužby především v městské části Blachernae. Stefanos jí několikrát zabraňoval v navštěvování chrámu.
Thomais zemřela ve věku 38 let a byla pohřbena v monastýru Mikra Romaiou. Čtyřicet dní po jejím pohřbu bylo tělo přesunuto do chrámu monastýru. Její ostatky byl ztraceny, pravděpodobně během Čtvrté křížové výpravy.
Její svátek se připomíná 3. ledna.